# Weltraumkommando der Bundeswehr
Das Weltraumkommando der Bundeswehr (WRKdoBw) ist eine Kommandobehörde der Luftwaffe mit Sitz in Uedem in der Luftverteidigungs-Anlage Uedem und dem Kommando Luftwaffe unterstellt.

## Auftrag
Das Kommando soll alle mit dem Weltraum verbundenen Aktivitäten der Bundeswehr bündeln und lässt sich daher als Weltraumstreitkraft einordnen. Der Auftrag lässt sich hierfür in zwei operationelle Abteilungen gliedern.

### Weltraumlage
In der Abteilung Weltraumlage wird zusammen mit dem Deutschen Zentrum für Luft- und Raumfahrt im 24/7-Schichtbetrieb das Weltraumlagezentrum betrieben. Die Aufgabe des Weltraumlagezentrums ist es, durch die Erstellung einer so genannten Weltraumlage, erdnahe Objekte im Weltraum aufzuklären und zu überwachen. Potenzielle Bedrohungen durch Weltraumwaffen oder -schrott sollen festgestellt werden, um die weltraumgestützten Systeme der Bundeswehr sowie deren Bündnispartnern zu schützen.
Im Detail bedeutet dies,
- das Erstellen und Publizieren von Warnmeldungen vor Angriffen auf eigene Satelliten (boden, luft- und raumbasiert) sowie Annäherung an eigene Satelliten.
- das Analysieren und Bewerten von Informationen zu Raketenstarts und Raumfahrtprogrammen sowie Rüstungs-Aktivitäten im Bereich ballistische Raketen, Weltraumwaffen und Antisatellitenwaffen.
- das Darstellen, Analysieren und Bewerten des Systemstatus, der Leistungsdaten, der Lebensdauer und des Zustands eigener und fremder Satellitensysteme (Raum- und Bodensegmente).

### Planen & Führen von Weltraumoperationen
In der Abteilung Planen & Führen von Weltraumoperationen werden auf Basis der Weltraumlage auf der strategischen, operativen und bei Bedarf taktischen Ebene militärische Gegenmaßnahmen im Weltraum koordiniert und durchgeführt. Die Abteilung befindet sich derzeit noch im Aufbau.

## Organisation
Ende 2022 waren beim Kommando etwa 90 Dienstposten besetzt, die von einem Generalmajor geführt wurden; bis 2027 soll diese Zahl auf 220 ansteigen. Es besteht der soldatische Werdegang „Weltraum“. Im Kommando erfolgt eine enge Zusammenarbeit mit dem Cyber- und Informationsraum der Bundeswehr sowie mit dem Deutschen Zentrum für Luft- und Raumfahrt.
Zusammen mit den vergleichbaren Weltraumstreitkräften aus Australien, Kanada, Frankreich, Neuseeland, England und den USA, ist Deutschland Teil der Combined Space Operations – einem Weltraumbündnis.
Das Kommando wurde zunächst in Containern auf dem Gelände des Lagezentrums auf dem Paulsberg in Uedem untergebracht. Ein neues Stabsgebäude wurde im April 2023 eingeweiht.

## Geschichte
Das Kommando wurde am 13. Juli 2021 durch die Bundesministerin der Verteidigung, Annegret Kramp-Karrenbauer, in Dienst gestellt. Es ging aus dem erst am 21. September 2020 aufgestellten Air and Space Operations Centre hervor. Auch das bereits seit 2009 vorhandene Weltraumlagezentrum wurde in das Weltraumkommando eingegliedert. Im „Eckpunktepapier für die Zukunft der Bundeswehr“ vom Mai 2021 kündigten Kramp-Karrenbauer und der Generalinspekteur der Bundeswehr, Eberhard Zorn, die Aufstellung des Kommandos für das dritte Quartal 2021 an, um die Dimension Luft- und Weltraum zu stärken. Das Kommando wurde im April 2023 als eigenständige, streitkräftegemeinsame Dienststelle etabliert. Robert Kuckertz komponierte den Truppenmarsch Space Guard Salute, der mit der Titelmelodie der Weltraumserie Raumpatrouille Orion beginnt.
Seit Mitte 2023 besteht der eigene Werdegang „Weltraum“, bestehend aus Karrierewegen als „Weltraumoffizier“ in der Laufbahn der Offiziere und des „Weltraumfeldwebel“ in der Laufbahn der Unteroffiziere. Für die Ausbildung der Soldaten findet unter anderem der „Space-Lehrgang“ statt, welcher in Zusammenarbeit mit der US-Space Force in den USA stattfindet.
Ende 2023 veröffentlichte die Bundesrepublik Deutschland erstmalig eine nationale Sicherheitsstrategie für den Weltraum, um die wachsende Bedeutung der Dimension als kritisches Sicherheitsinstrument zu kennzeichnen. Das Weltraumkommando der Bundeswehr wird dort als elementarer Bestandteil der deutschen Weltrauminfrastruktur aufgeführt. Im März 2024 machte Bundesminister der Verteidigung Boris Pistorius deutlich, das Weltraumkommando zukünftig weiter auszubauen und stärker aufzustellen.
Bis 2026 soll das Weltraumkommando ein neues Teleskopsystem zur Weltraumüberwachung erhalten. Das System besteht aus zwei Teleskopen, mit einem Erfassungsbereich von rund 400 Kilometern bis hin zu 36.000 Kilometern.

## Kommandeure
| Nr. | Name                       | Beginn             | Ende               |
| --- | -------------------------- | ------------------ | ------------------ |
| 1   | Generalmajor Michael Traut | 27. September 2021 | 27. September 2021 |

## Weltraumsysteme der Bundeswehr
| System   | Verwendung                | Anzahl | Bemerkung                                                                   |
| -------- | ------------------------- | ------ | --------------------------------------------------------------------------- |
| SAR-Lupe | Aufklärungssatellit       | 5      | Betrieben durch CIR                                                         |
| SARah    | Aufklärungssatellit       | 3      | Betrieben durch CIR                                                         |
| TanDEM-X | Erderkundungssatellit     | 1      | Betrieben durch DLR                                                         |
| SATCOMBw | Kommunikationssystem      |        |                                                                             |
| TIRA     | Weltraumbeobachtungsradar | 1      | Betrieben durch Fraunhofer-Institut für Hochfrequenzphysik und Radartechnik |
| GESTRA   | Weltraumbeobachtungsradar | 1      | Betrieben gemeinsam mit dem DLR                                             |

Hinzu kommen zahlreiche Radaranlagen, betrieben in Deutschland und mit deutschem Anteil bei Bündnispartnern im Ausland.
In Zusammenarbeit mit NASA, SpaceX oder der ESA werden die Weltraumsysteme in den Orbit überführt.